# Federatie Studenten Werkgroepen Homoseksualiteit
De Federatie Studenten Werkgroepen Homoseksualiteit (FSWH) werd opgericht op 30 maart 1968 en bestond uit 12 lokale werkgroepen die gericht waren op een meer radicale vorm van homo-emancipatie. Nadat het FSWH had bereikt dat het COC een meer linkse en progressieve koers ging varen hief de federatie zichzelf op 4 juli 1970 op.

## Oprichting
Als gevolg van art. 248-bis van het Wetboek van Strafrecht konden jongeren onder de 21 jaar geen lid worden van de homo-emancipatievereniging COC. Daarom richtten een aantal studenten uit Utrecht op 18 september 1967 het Homofiel Studenten Dispuut op. Al snel daarna volgden groepen in Amsterdam, Delft, Tilburg en Groningen. Uiteindelijk waren er de volgende 11 studentenwerkgroepen gekomen:
- Utrechtse Studenten Werkgroep Homoseksualiteit (HSD, opgericht 18 september 1967)
- Amsterdamse Studenten Werkgroep Homoseksualiteit (ASWH, opgericht 25 november 1967, vanaf zomer 1969 Amsterdamse Jongeren Aktiegroepen Homoseksualiteit (AJAH) geheten)[2]
- Leidsche Studenten Werkgroep Homoseksualiteit (LSWH, opgericht 8 februari 1968)
- Tilburgse Studenten Werkgroep Homoseksualiteit (TSWH, opgericht 1 april 1968)
- Rotterdamse Studenten Werkgroep Homoseksualiteit (RSWH, opgericht 25 april 1968)
- Nijmeegse Studenten Werkgroep Homoseksualiteit (NSWH, opgericht 6 mei 1968)
- Wageningse Studenten Werkgroep Homoseksualiteit (WSWH, opgericht 11 december 1968)
- Eindhovense Studentenwerkgroep Homoseksualiteit (EiSWH, opgericht 11 december 1968)
- Groningse Studenten Werkgroep Homoseksualiteit (GSWH, opgericht 16 mei 1968)
- Enschedesche Studenten Werkgroep Homoseksualiteit (ESWH, opgericht 1968)
- Delftse Studenten Werkgroep Homoseksualiteit (DSWH, opgericht 1968)

In al deze steden onderhielden de studentengroepen goede contacten met de lokale afdelingen van het COC, hoewel ze daar formeel los van bleven staan.
Na een eerste bijeenkomst in Utrecht op 16 december 1967, waarbij de studenten steun kregen van COC-voorzitter Benno Premsela, vond op 30 maart 1968 een tweede bijeenkomst plaats in Amsterdam. Daarbij waren aanwezig de studentenwerkgroepen uit Amsterdam, Leiden, Utrecht, Delft, Groningen, Rotterdam en Tilburg. Zij besloten tot het vormen van een overkoepelende organisatie onder de naam Federatie Studenten Werkgroepen Homosexualiteit (FSWH). Tot voorzitter werd Joke Swiebel gekozen.

## Doelstelling en activiteiten
De doelstelling de FSWH was:

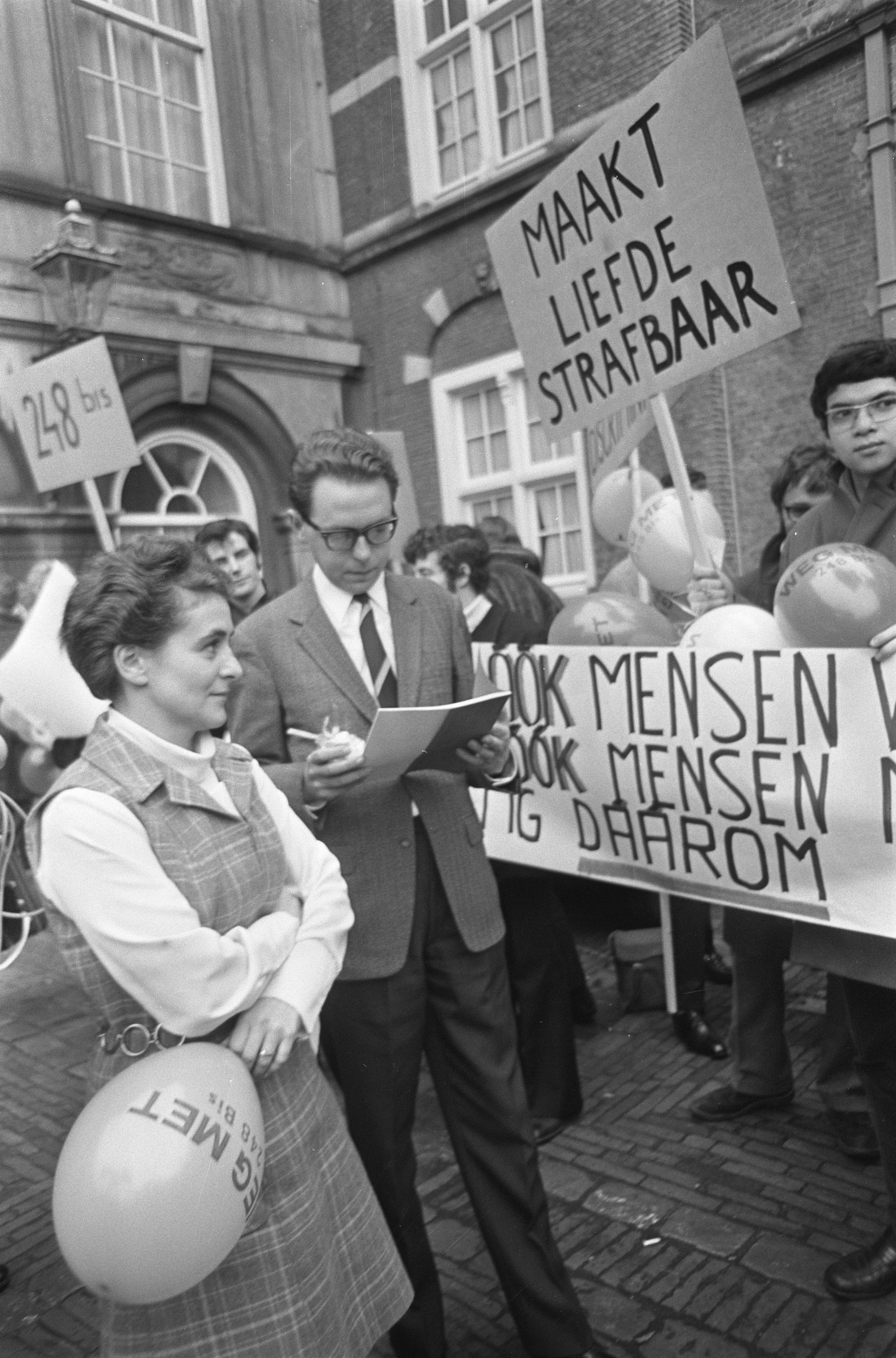
Demonstratie van homostudenten tegen art. 248-bis op 21 januari 1969 op het Binnenhof in den Haag

Het doorbreken van de bestaande (schijn)tolerantie ten opzichte van homoseksualiteit, en deze te doen plaats maken voor daadwerkelijke integratie van homoseksualiteit in de maatschappij. De werkgroepen zien homoseksualiteit als een probleem van de maatschappij - zoals de maatschappij zovele vormen van 'afwijkend' gedrag tot probleem gemaakt heeft. Dit probleem kan pas fundamenteel worden opgelost door de maatschappij te veranderen.
Als strategie hiervoor koos de FSWH voor "integratie door konfrontatie" en riep op tot confronterende acties, zoals in man-man of vrouw-vrouwparen te gaan dansen in hetero-uitgaansgelegenheden of het organiseren van een zoenactie (Kiss-in) op de openbare weg. Ook werd voorlichting gegeven aan eerstejaarsstudenten.
De FSWH had daarnaast vooral een overkoepelende rol voor het organiseren van landelijke activiteiten, zoals de demonstratie op 21 januari 1969 op het Binnenhof, waarbij ca. 100 jonge homoseksuele mannen en vrouwen voor het eerst tegen artikel 248-bis demonstreerden. Het was de eerste openbare homodemonstratie in Nederland en waarschijnlijk ook in heel Europa. Ten slotte gaf de FSWH van 1968 tot begin 1970 het blad Proefding uit.

## Samenwerking en opheffing
Met name de publiekelijke acties van de FSWH werden door het COC niet erg gewaardeerd, uit angst dat die het door hen opgebouwde beeld van homoseksuelen als fatsoenlijke mensen zouden aantasten. De FSWH vond op haar beurt dat het COC met zijn behoudende koers de homo-emancipatie in de weg stond.
Omdat het COC de studentengroepen niet van zich wilde vervreemden en de FSWH niet in een isolement terecht wilde komen, werd besloten tot samenwerking. Aldus kreeg FSWH-voorzitter Joke Swiebel een zetel in het COC-hoofdbestuur en werd onder de naam Nieuw Lila een studiegroep gevormd om het COC een meer politieke koers te geven. Omdat hierdoor de FSWH overbodig was geworden, hief zij zichzelf op 4 juli 1970 geruisloos op. De nieuwe maatschappijkritische koers en het motto "integratie door konfrontatie" werden in januari 1971 door het COC-congres overgenomen. 
Tot de redenen voor de opheffing droegen ook bij dat de federatie geleidelijk aan losser was komen te staan van de lokale studentengroepen, die zich meer richtten op opvang, gezelligheid en voorlichting. Ook vielen lokale werkgroepen weg, zoals de Rotterdamse Studenten Werkgroep Homoseksualiteit die fuseerde met de homojongerenvereniging Apollo. Ten slotte waren er door gebrek aan mankracht bij de werkgroepen ook problemen om het bestuur van de FSWH te bemannen.